# Tramonto a Montmajour
Tramonto a Montmajour è un dipinto a olio su tela realizzato nel 1888 dal pittore olandese Vincent van Gogh. È conservato nel Museo Van Gogh di Amsterdam. Il quadro ritrae l'abbazia benedettina situata a Montmajour, nel momento del tramonto.
L'attribuzione di tale dipinto al noto artista olandese è stata divulgata il 9 settembre 2013, dal direttore del museo Axel Rüger, dopo due anni di studi.